# Cingia de’ Botti
Cingia de' Botti – miejscowość i gmina we Włoszech, w regionie Lombardia, w prowincji Cremona.
Według danych na rok 2004 gminę zamieszkiwało 1277 osób, 91,2 os./km².